# Jean-Lucien Savi de Tové
Jean-Lucien Kwassi Lanyo Savi de Tové (Lomé, Togolandia Francesa, 7 de mayo de 1939) es un político togolés que se ha desempeñado como el quinto presidente de Togo desde 2025. Anteriormente fue ministro de Comercio, Industria y Artesanía en los gobiernos de Edem Kodjo y Yawovi Agboyibo de 2005 a 2007. Exlíder de la oposición, fue encarcelado varias veces durante la presidencia de Gnassingbé Eyadéma antes de unirse al gobierno.
En mayo de 2025, Savi de Tové fue elegido presidente por unanimidad por la Asamblea Nacional tras una reforma constitucional de 2024 que cambió el modo de elección del presidente, de voto popular directo a ser elegido indirectamente por la Asamblea Nacional. Asumió el cargo sucediendo a Faure Gnassingbé, hijo de Eyadéma, convirtiéndose en el primer funcionario que ahora ocupa un papel ceremonial, ya que la mayoría de los poderes de la presidencia que existían antes fueron transferidos a un nuevo cargo llamado presidente del Consejo de Ministros debido a la reforma. El cargo fue asumido posteriormente por Faure Gnassingbé, quien conservó la mayor parte de su poder ejecutivo. Savi de Tové, que tenía casi 86 años al asumir el cargo, es la persona de mayor edad en convertirse en presidente de Togo.